# English Shepherd
English Shepherd är en hundras från USA. Rasen har sitt ursprung i de vallhundar som fördes till de brittiska kolonierna i Nordamerika med de första bosättarna. Rasen erkändes av den alternativa amerikanska kennelklubben the United Kennel Club (UKC) 1927.